# Dolsk
Dolsk [dɔlsk] este un oraș din Voievodatul Polonia Mare din Polonia. În decembrie 2021, orașul a avut o populație de 1.550 de locuitori. Capitală a gminei (comunei) Dolsk din powiatul Śrem, orașul este un mic centru de comerț. Orașul se află între două lacuri, Dolskie Wielkie și Dolskie Małe, ambele își derivă numele din cel al orașului. Din punct de vedere geografic, orașul se află în Munții Leszczyńska din Polonia Mare, aproape de granița cu Silesia Inferioară.

## Istorie
Orașul a fost menționat pentru prima dată într-unul dintre primele documente scrise parțial în limba poloneză, anume Bula din Gniezno din anul 1136. În aceea perioadă a fost o proprietate privată a episcopilor de Gniezno. La mijlocul secolului al XIII-lea, orașul a fost cedat episcopilor din Poznań, care au rămas singurii proprietari ai zonei până la și după împărțirile Poloniei. Situat pe o rută comercială ce leagă Poznań de Wrocław, orașul a obținut venituri semnificative de la comercianții și negustorii care erau obligați să-și vândă marfa pe piața locală înainte de a pleca pe ruta comercială. În 1359, regele Cazimir al III-lea a dat orașului Drepturile Środa, o variantă locală a Drepturilor Magdeburg.
În 1793, Dolsk a fost anexat de Regatul Prusiei la a doua împărțire a Poloniei, iar din 1797 a căzut treptat în subdezvoltare. În urma revoltei de succes din 1806, a fost recâștigat de polonezi și inclus în ducatul de scurtă durată al Varșoviei, iar în 1815 a fost reanexat de Prusia. La mijlocul secolului al XIX-lea, în oraș au avut loc patru târguri anuale, iar populația locală a fost angajată în principal în fabricarea de pânze, piele și ceramică.
Orașul a fost restaurat Poloniei, după ce țara și-a recâștigat independența în 1918, după Primul Război Mondial.
În timpul celui de-Al Doilea Război Mondial orașul a fost sub ocupație germană. Au avut loc execuții în masă efectuate de ocupanți în care au fost împușcați 10 oameni din Dolsk și din împrejurimi. Primarul orașului Dolsk, Józef Burdajewicz, a fost ucis într-o execuție publică a 17 polonezi, efectuată de Einsatzgruppe VI la 20 octombrie 1939, în orașul din apropiere, Książ Wielkopolski.
Germanii au expulzat sute de polonezi între 1939–1941 și au dat casele coloniștilor germani ca parte a politicii Lebensraum (Spațiu vital).
Mișcarea de rezistență poloneză a fost prezentă în Dolsk. Presa subterană poloneză a fost distribuită în oraș. Antoni Kaźmierski, fondatorul unității locale a Uniunii Luptei Armate (în poloneză Związek Walki Zbrojnej; ZWZ), a fost arestat de Gestapo în 1941 și, în cele din urmă, condamnat la moarte și executat în anul următor. Eliberarea de sub ocupația nazistă a avut loc la 21 ianuarie 1945.

## Obiective turistice
Orașul are o perioadă de dezvoltare datorită creșterii traficului turistic. Printre cele mai notabile obiective turistice se numără trei biserici locale: biserica Sf. Mihail (circa 1460, arsă și reconstruită în 1790, una dintre cele mai notabile piese de arhitectură gotică târzie din zonă), biserica barocă Sf. Laurențiu (secolul al XVII-lea) și biserica Sfântului Duh (biserica de lemn din secolul al XVII-lea pentru fostul spital local). Zona din jurul orașului este un mozaic de diferite tipuri de peisaj, formate mai ales în timpul epocii glaciare.

## Galerie

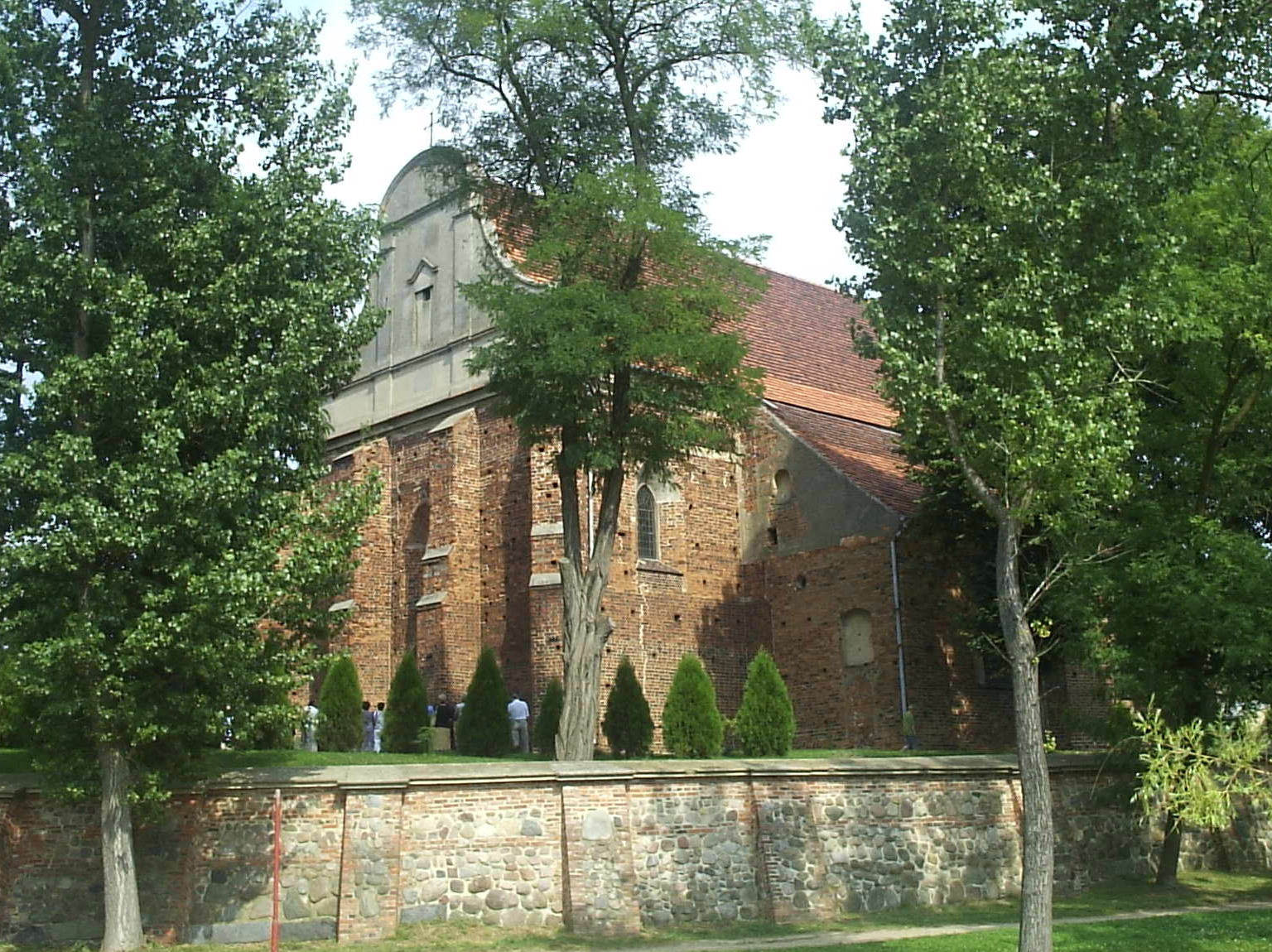
Biserica Sf. Mihail
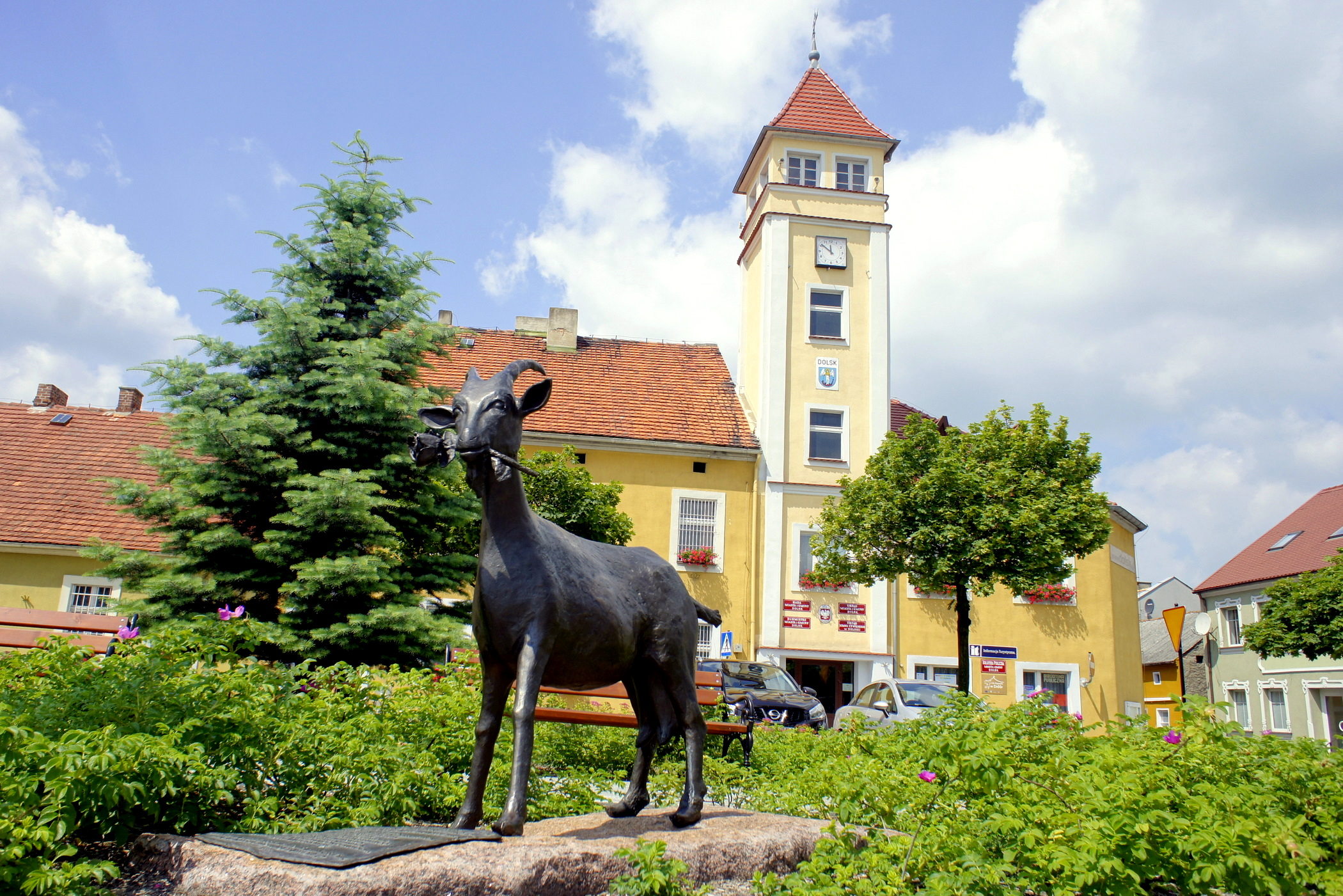
Primăria din Dolsk
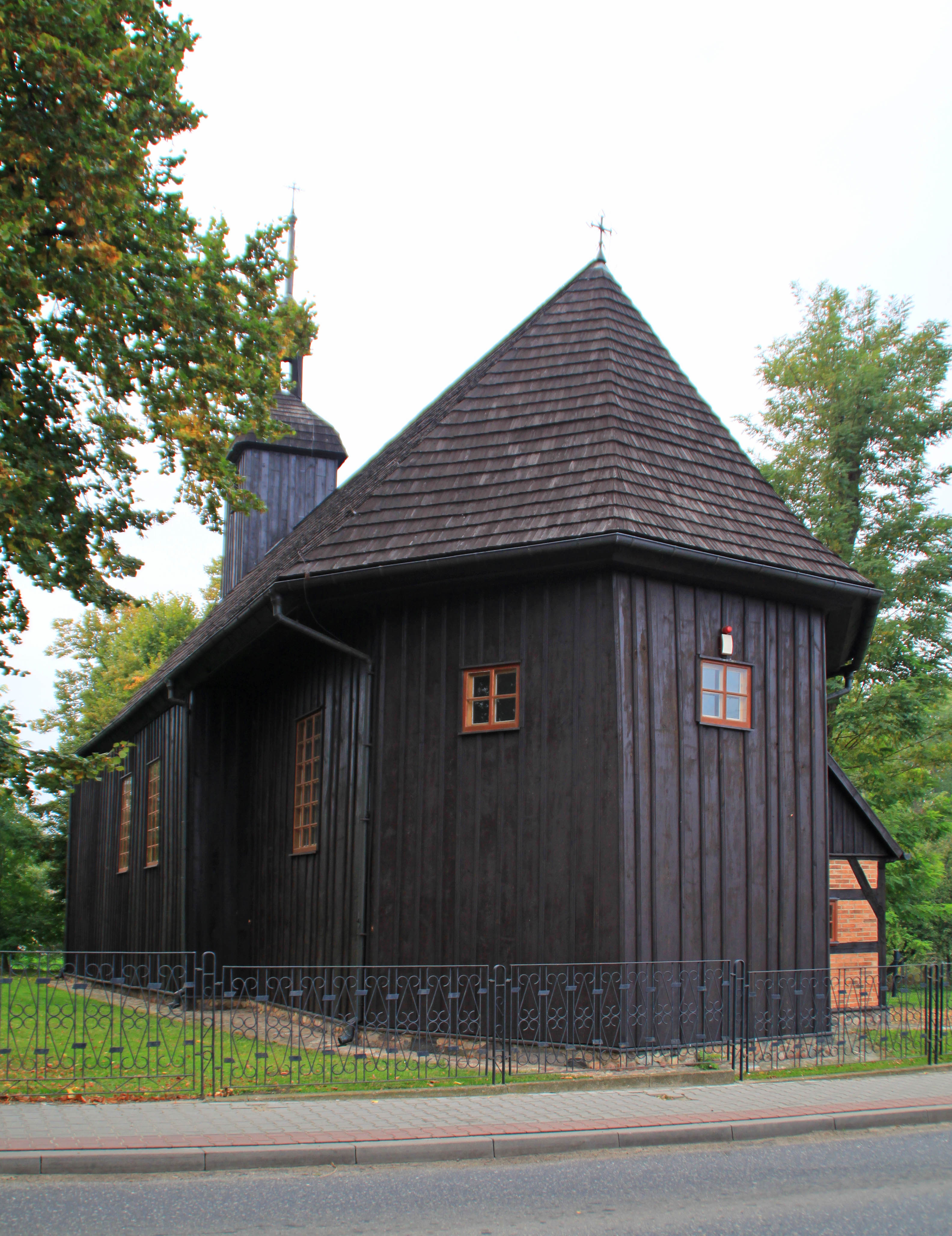
Biserica de lemn a Duhului Sfânt
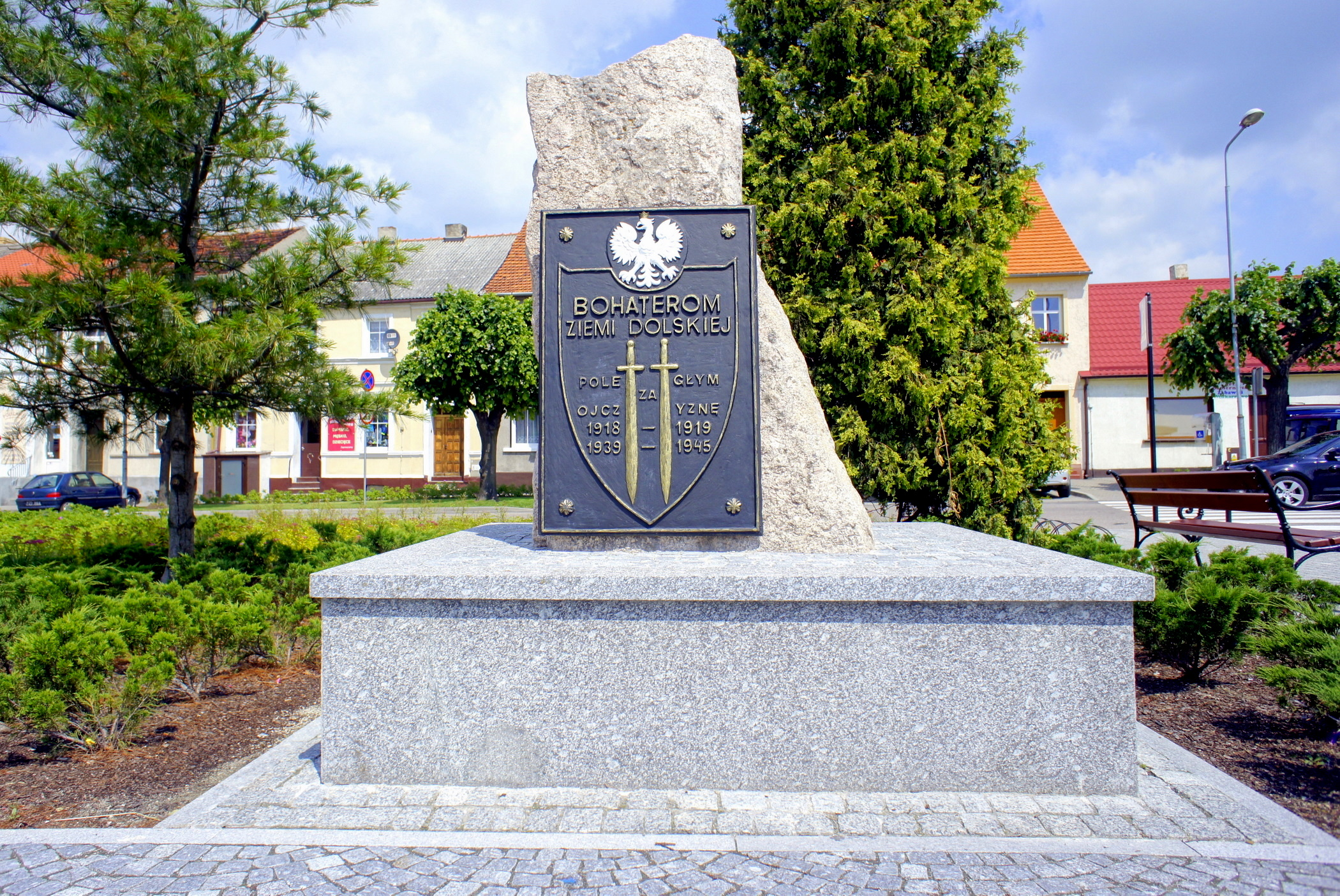
Memorialul Eroilor din ținuturile Dolsk, care au murit pentru patria lor în anii 1918–1919 și 1939–1945